# 粉粧樓
《粉粧樓》又名《續說唐志傳粉粧樓全传》、《續說唐志傳》。十卷八十回，題“竹溪山人撰”。
《粉粧樓》未署作者真名，前有竹溪山人序称該書为“罗氏纂辑”，竹溪山人“谱而叙之，抄录成帙”。但从书中内容來看，不像是罗贯中文筆，当系作者假托。一說竹溪山人即宋廷魁。
《粉粧樓》故事延續《說唐後傳》，所謂的粉粧樓乃奸相沈謙府第内之大樓，是沈谦之子沈廷芳尋歡之所。故事內容敘述唐代開國功臣羅成的後代羅增，育有二子羅燦、羅焜。因奸相沈謙當權，羅增被遣鎮守邊關，征討鞑靼。一日，沈谦之子沈廷芳游滿春園時，强搶民女祁巧雲，羅家兄弟及另一好漢胡奎路见不平，出手相助，打傷沈廷芳。沈谦因此懷恨在心，蓄意謀害羅府。一日，罗增邊關告急，特遣差官前來求援。沈謙趁機威逼差官塗改文書，誣陷羅增降順番邦，並唆使天子抄斬羅氏全家。沈府有義僕章宏乃羅府舊識，暗送消息至羅府。羅燦投靠貴州的岳父馬成龍，羅焜投靠淮安的岳父柏文連。羅家兄弟最後聚眾雞爪山。羅焜的未婚妻柏玉霜被繼母虐待，欲將其改嫁內姪侯登，玉霜女扮男装逃出。沈谦命子沈廷芳去雞爪山探路，歸途中將柏玉霜誘至粉粧樓，沈廷芳在調戲玉霜時反被其誤殺而死。玉霜被判死刑，在法場为鸡爪山英雄所救。沈謙又诬害其他忠臣，图谋篡位。马成龙大怒，率三千铁骑去投奔鸡爪山。羅氏兄弟誅滅沈謙奸黨。羅家冤狱平反，罗焜与祁巧云、程玉梅及柏玉霜奉旨完婚。